# 66. Primetime Emmy-gála
A 66. Primetime Emmy-gála során a 2013 és 2014 között főműsoridőben bemutatott, amerikai televíziós programokat értékelték. A jelölteket az Academy of Television Arts & Sciences választotta ki. A Los Angeles-i Nokia Theatreben tartott ceremóniát az NBC tűzte műsorra 2014. augusztus 25-én. A műsor házigazdája Seth Meyers volt. A jelöltek listáját 2014. július 10-én hozták nyílvánosságra.
A gálát 15,59 millióan nézték meg, ez volt nyolc éven belül a második legtöbb nézettséget hozó műsor.

## Győztesek és jelöltek
A nyertesek félkövérrel jelölve.

### Műsorok
| Legjobb vígjátéksorozat | Legjobb drámasorozat |
| --- | --- |
| - Modern család (ABC) - Agymenők (CBS) - Louie (FX) - Narancs az új fekete (Netflix) - Szilícium-völgy (HBO) - Az alelnök (HBO)                                                                                                  | - Breaking Bad – Totál szívás (AMC) - Downton Abbey (PBS) - Trónok harca (HBO) - Kártyavár (Netflix) - Mad Men – Reklámőrültek (AMC) - True Detective – A törvény nevében (HBO)        |
| Legjobb varieté szkeccssorozat | Legjobb minisorozat |
| - The Colbert Report (Comedy Central) - The Daily Show with Jon Stewart (Comedy Central) - Jimmy Kimmel Live! (ABC) - Real Time with Bill Maher (HBO) - Saturday Night Live (NBC) - The Tonight Show Starring Jimmy Fallon (NBC) | - Fargo (FX) - Amerikai Horror Story: Boszorkányok (FX) - Bonnie és Clyde (A&E) - Luther (BBC America) - Treme (HBO) - A fehér királyné (Starz)                                        |
| Legjobb tévéfilm | Legjobb vetélkedő |
| - Igaz szívvel (HBO) - A Kennedy gyilkosság (Nat Geo) - Muhammad Ali a Legfelsőbb Bíróság ellen (HBO) - Sherlock: Az utolsó alakítás (PBS) - The Trip to Bountiful (Lifetime)                                                    | - Versenyfutás a világ körül (CBS) - Dancing with the Stars (ABC) - Leendő divatdiktátorok (Lifetime) - So You Think You Can Dance (Fox) - Szakácsok gyöngye (Bravo) - The Voice (NBC) |

### Színészek

#### Főszereplők
| Legjobb férfi főszereplő (vígjátéksorozat) | Legjobb női főszereplő (vígjátéksorozat) |
| --- | --- |
| - Jim Parsons – Agymenők (Sheldon Cooper) (CBS) (Epizód: “A kapcsolat diszkontinuitás”) - Louis C.K. – Louie (Louie) (FX) - Don Cheadle – Gátlástalanok (Marty Kaan) (Showtime) - Ricky Gervais – Derek (Derek Noakes) (Netflix) - Matt LeBlanc – Sikersorozat (Önmaga )(Showtime) - William H. Macy – Shameless – Szégyentelenek (Frank Gallagher) (Showtime)                                      | - Julia Louis-Dreyfus – Az alelnök (Selina Meyer) (HBO) - Lena Dunham – Csajok (Hannah Horvath) (HBO) - Edie Falco – Jackie nővér (Jackie Peyton) (Showtime) - Melissa McCarthy – Mike és Molly (Molly Flynn) (CBS) - Amy Poehler – Városfejlesztési osztály (Leslie Knope) (NBC) - Taylor Schilling – Narancs az új fekete (Piper Chapman) (Netflix)                                                                           |
| Legjobb férfi főszereplő (drámasorozat) | Legjobb női főszereplő (drámasorozat) |
| - Bryan Cranston – Breaking Bad – Totál szívás (Walter White) (AMC) - Jeff Daniels – Híradósok (Will McAvoy) (HBO) - Jon Hamm – Mad Men – Reklámőrültek (Don Draper) (AMC) - Woody Harrelson – True Detective – A törvény nevében (Martin Hart) (HBO) - Matthew McConaughey – True Detective – A törvény nevében (Rustin "Rust" Cohle) (HBO) - Kevin Spacey – Kártyavár (Frank Underwood) (Netflix) | - Julianna Margulies – A férjem védelmében (Alicia Florrick) (CBS) - Lizzy Caplan – Masters of Sex (Virginia Johnson) (Showtime) - Claire Danes – Homeland – A belső ellenség (Carrie Mathison) (Showtime) - Michelle Dockery – Downton Abbey (Lady Mary Crawley) (PBS) - Kerry Washington – Botrány (Olivia Pope) (ABC) - Robin Wright – Kártyavár (Claire Underwood) (Netflix)                                                |
| Legjobb férfi főszereplő (minisorozat, antológiasorozat vagy tévéfilm) | Legjobb női főszereplő (minisorozat, antológiasorozat vagy tévéfilm) |
| - Benedict Cumberbatch – Sherlock: Az utolsó alakítás (Sherlock Holmes) (PBS) - Chiwetel Ejiofor – Dancing on the Edge (Louis Lester) (Starz) - Idris Elba – Luther (John Luther) (BBC America) - Martin Freeman – Fargo (Lester Nygaard) (FX) - Mark Ruffalo – Igaz szívvel (Ned Weeks) (HBO) - Billy Bob Thornton – Fargo (Lorne Malvo) (FX)                                                      | - Jessica Lange – Amerikai Horror Story: Boszorkányok (Fiona Goode) (FX) - Helena Bonham Carter – Burton & Taylor (Elizabeth Taylor) (BBC America) - Minnie Driver – Return to Zero (Maggie Royal) (Lifetime) - Sarah Paulson – Amerikai Horror Story: Boszorkányok (Cordelia Foxx) (FX) - Cicely Tyson – The Trip to Bountiful (Mrs. Carrie Watts) (Lifetime) - Kristen Wiig – The Spoils of Babylon (Cynthia Morehouse) (IFC) |

#### Mellékszereplők
| Legjobb férfi mellékszereplő (vígjátéksorozat) | Legjobb női mellékszereplő (vígjátéksorozat) |
| --- | --- |
| - Ty Burrell – Modern család (Phil Dunphy) (ABC) (Epizód: “A tavaszi zsongás-bongás”) - Fred Armisen – Portlandia (További szereplők) (IFC) - Andre Braugher – Brooklyn 99 – Nemszázas körzet (Ray Holt) (Fox) - Adam Driver – Csajok (Adam Sackler) (HBO) - Jesse Tyler Ferguson – Modern család (Mitchell Pritchett) (ABC) (Epizód: “Üzenet a múltból”) - Tony Hale – Az alelnök (Gary Walsh) (HBO) | - Allison Janney – Anyák gyöngye (Bonnie Plunkett) (CBS) - Mayim Bialik – Agymenők (Amy Farrah Fowler) (CBS) (Epizód: "A határozatlansági állandó") - Julie Bowen – Modern család (Claire Dunphy) (ABC) (Epizód: “A viszály”) - Anna Chlumsky – Az alelnök (Amy Brookheimer) (HBO) - Kate McKinnon – Saturday Night Live (További szereplők) (NBC) - Kate Mulgrew – Narancs az új fekete (Galina "Red" Reznikov) (Netflix) |
| Legjobb férfi mellékszereplő (drámasorozat) | Legjobb női mellékszereplő (drámasorozat) |
| - Aaron Paul – Breaking Bad – Totál szívás (Jesse Pinkman) (AMC) - Jim Carter – Downton Abbey (Charles Carson) (PBS) - Josh Charles – A férjem védelmében (Will Gardner) (CBS) - Peter Dinklage – Trónok harca (Tyrion Lannister) (HBO) - Mandy Patinkin – Homeland – A belső ellenség (Saul Berenson) (Showtime) - Jon Voight – Ray Donovan (Mickey Donovan) (Showtime)                              | - Anna Gunn – Breaking Bad – Totál szívás (Skyler White) (AMC) - Christine Baranski – A férjem védelmében (Diane Lockhart) (CBS) - Joanne Froggatt – Downton Abbey (Anna Bates) (PBS) - Lena Headey – Trónok harca (Cersei Lannister) (HBO) - Christina Hendricks – Mad Men – Reklámőrültek (Joan Harris) (AMC) - Maggie Smith – Downton Abbey (Violet Crawley) (PBS)                                                      |
| Legjobb férfi mellékszereplő (minisorozat, antológiasorozat vagy tévéfilm) | Legjobb női mellékszereplő (minisorozat, antológiasorozat vagy tévéfilm) |
| - Martin Freeman – Sherlock: Az utolsó alakítás (John H. Watson) (PBS) - Matt Bomer – Igaz szívvel (Felix Turner) (HBO) - Colin Hanks – Fargo (Gus Grimly) (FX) - Joe Mantello – Igaz szívvel (Mickey Marcus) (HBO) - Alfred Molina – Igaz szívvel (Ben Weeks) (HBO) - Jim Parsons – Igaz szívvel (Tommy Boatwright) (HBO)                                                                            | - Kathy Bates – Amerikai Horror Story: Boszorkányok (Delphine LaLaurie) (FX) - Angela Bassett – Amerikai Horror Story: Boszorkányok (Marie Laveau) (FX) - Ellen Burstyn – Flowers in the Attic (Olivia Foxworth) (Lifetime) - Frances Conroy – Amerikai Horror Story: Boszorkányok (Myrtle Snow) (FX) - Julia Roberts – Igaz szívvel (Dr. Emma Brookner) (HBO) - Allison Tolman – Fargo (Molly Solverson) (FX)             |

### Rendezők
| Legjobb rendező (vígjátéksorozat) | Legjobb rendező (drámasorozat) |
| --- | --- |
| - Modern család (Epizód: "Las Vegas") – Gail Mancuso (ABC) - Sikersorozat (Epizód: "Kilencedik rész") – Iain B. MacDonald (Showtime) - Glee (Epizód: "100") – Paris Barclay (Fox) - Louie (Epizód: "Elevator, Part 6") – Louis C.K. (FX) - Narancs az új fekete (Epizód: "Szapphói elutasítás") – Jodie Foster (Netflix) - Szilícium-völgy (Epizód: "Korlátozott funkcionalitású termék") – Mike Judge (HBO) | - True Detective – A törvény nevében (Epizód: "Who Goes There") – Cary Joji Fukunaga (HBO) - Boardwalk Empire – Gengszterkorzó (Epizód: "Farewell Daddy Blues") – Tim Van Patten (HBO) - Breaking Bad – Totál szívás (Epizód: "Leszámolás") – Vince Gilligan (AMC) - Downton Abbey (Epizód: "Első rész") – David Evans (PBS) - Trónok harca (Epizód: "A Fal őrzői") – Neil Marshall (HBO) - Kártyavár (Epizód: "Tíz perc pokol") – Carl Franklin (Netflix) |
| Legjobb rendező (varietésorozat) | Legjobb rendező (minisorozat, antológiasorozat vagy tévéfilm) |
| - 67. Tony-gála – Glenn Weiss (CBS) - 86. Oscar-gála – Hamish Hamilton (ABC) - The Beatles: The Night That Changed America – Gregg Gelfand (CBS) - Kennedy Center Honors – Louis J. Horvitz (CBS) - Six by Sondheim – James Lapine (HBO) - The Sound of Music Live! – Beth McCarthy-Miller, Rob Ashford (NBC)                                                                                                | - Fargo (Epizód: "Török öröm") – Colin Bucksey (FX) - Amerikai Horror Story: Boszorkányok (Epizód: "A mágia ereje") – Alfonso Gomez-Rejon (FX) - Fargo (Epizód: "Krokodil dilemma") – Adam Bernstein (FX) - Muhammad Ali a Legfelsőbb Bíróság ellen – Stephen Frears (HBO) - Igaz szívvel – Ryan Murphy (HBO) - Sherlock: Az utolsó alakítás – Nick Hurran (PBS)                                                                                           |

### Forgatókönyvírók
| Legjobb forgatókönyv (vígjátéksorozat) | Legjobb forgatókönyv (drámasorozat) |
| --- | --- |
| - Louie (Epizód: "So Did the Fat Lady") – Louis C.K. (FX) - Sikersorozat (Epizód: "Ötödik rész") – David Crane, Jeffrey Klarik (Showtime) - Narancs az új fekete (Epizód: "Nem álltam készen") – Liz Friedman, Jenji Kohan (Netflix) - Szilícium-völgy (Epizód: "Optimális hatékonyság") – Alec Berg (HBO) - Az alelnök (Epizód: "Special Relationship" – Simon Blackwell, Armando Iannucci, Tony Roche (HBO) | - Breaking Bad – Totál szívás (Epizód: "A bukás szele") – Moira Walley-Beckett (AMC) - Breaking Bad – Totál szívás (Epizód: "Leszámolás") – Vince Gilligan (AMC) - Trónok harca (Epizód: "Gyermekek") David Benioff, D. B. Weiss (HBO) - Kártyavár (Epizód: "Tíz perc pokol") – Beau Willimon (Netflix) - True Detective – A törvény nevében (Epizód: "The Secret Fate of All Life") – Nic Pizzolatto (HBO) |
| Legjobb forgatókönyv (varietésorozat) | Legjobb forgatókönyv (minisorozat vagy tévéfilm) |
| - Sarah Silverman: Csodák vagyunk – Sarah Silverman (HBO) - The Beatles: The Night That Changed America – Kenneth Ehrlich, David Wild (CBS) - 71. Golden Globe-gála (NBC) - Billy Crystal: 700 vasárnap – Billy Crystal, Alan Zweibel (HBO) - 67. Tony-gála – Dave Boone, Paul Greenberg (CBS) | - Sherlock: Az utolsó alakítás – Steven Moffat (PBS) - Amerikai Horror Story: Boszorkányok (Epizód: "A mágia ereje") – Ryan Murphy, Brad Falchuk (FX) - Fargo (Epizód: "Krokodil dilemma") – Noah Hawley (FX) - Luther – Neil Cross (BBC America) - Igaz szívvel – Larry Kramer (HBO) - Treme (Epizód: "...To Miss New Orleans") – David Simon, Eric Overmyer (HBO)                                         |

## Műsorvezetők
A gálán az alábbi műsorvezetők működtek közre:
- Amy Poehler
- Zooey Deschanel
- Allison Williams
- Jimmy Kimmel
- Hayden Panettiere
- Uzo Aduba
- Hayden Panettiere
- Bryan Cranston
- Julia Louis-Dreyfus
- Jimmy Fallon
- Mindy Kaling
- John Mulaney
- Allison Janney
- Octavia Spencer
- Stephen Colbert
- Scott Bakula
- Kate Walsh
- Woody Harrelson
- Matthew McConaughey
- Liev Schreiber
- Kerry Washington
- Seth Meyers
- Andy Samberg
- Lena Headey
- Julianna Margulies
- Ricky Gervais
- Keegan-Michael Key
- Jordan Peele
- Chris Hardwick
- Adam Levine
- Gwen Stefani
- Lucy Liu
- Billy Crystal
- Debra Messing
- Jim Parsons
- Katherine Heigl
- Joe Morton
- Viola Davis
- Julia Roberts
- Jay Leno
- Halle Berry

## In Memoriam
A gála "in memoriam" szegmense az alábbi elhunyt személyekről emlékezett meg:
- Ralph Waite
- Paul Walker
- Maximilian Schell
- Casey Kasem
- Abby Singer
- Meshach Taylor
- Robert Halmi Sr.
- Juanita Moore
- Sandy Frank
- Russell Johnson
- James Avery
- Daniel Blatt
- Sandi Fullerton
- Hank Rieger
- Paul Mazursky
- Ann B. Davis
- Eli Wallach
- Lucy Hood
- Hal Cooper
- Michael Filerman
- Alan Landsburg
- Philip Seymour Hoffman
- Peter O'Toole
- Mitzie Welch
- Don Pardo
- David Brenner
- Shirley Temple
- Efrem Zimbalist Jr.
- Carmen Zapata
- Hal Needham
- Sandy Grossman
- Ruby Dee
- Sheila MacRae
- Mickey Rooney
- Marcia Wallace
- Sid Caesar
- Harold Ramis
- Elaine Stritch
- Lauren Bacall
- James Garner
- Joan Fontaine
- Maya Angelou
- Bob Hoskins

## Fordítás
- Ez a szócikk részben vagy egészben  a(z)   66th Primetime Emmy Awards című angol Wikipédia-szócikk fordításán alapul.  Az eredeti cikk szerkesztőit annak laptörténete sorolja fel. Ez a jelzés csupán a megfogalmazás eredetét és a szerzői jogokat jelzi, nem szolgál a cikkben szereplő információk forrásmegjelöléseként.